# Arthroleptis brevipes
Espèce
Statut de conservation UICN

 DD  : Données insuffisantes
Arthroleptis brevipes est une espèce d'amphibiens de la famille des Arthroleptidae.

## Répartition
Cette espèce est endémique du Togo. Elle se rencontre aux environs de Pagala.
Sa présence est incertaine au Ghana.

## Publication originale
- Ahl, 1924 : Neue Reptilien und Batrachier aus dem zoologischen Museum. Archiv für Naturgeschichte. Abteilung A, vol. 90, p. 246-254.